# Блошка земляная извилистая
Блошка земляная извилистая (лат. Phyllotreta flexuosa) — вид листоедов (Chrysomelidae) из подсемейства козявок (Galerucinae). Населяет северную часть палеарктического региона от Франции до Сахалина.
Их размер составляет всего около 1 миллиметра длиной, что делает их сложными для обнаружения.